# Gottfried Heinsius
Gottfried Heinsius (abril de 1709–21 de mayo de 1769) fue un matemático, geógrafo y astrónomo alemán.

## Semblanza
Heinsius nació cerca de Naumburgo. Obtuvo el doctorado en 1733 en la Universidad de Leipzig, con una disertación titulada De viribus motricibus. Posteriormente trabajó como profesor de matemáticas en la misma institución.
Heinsius posiblemente fue el primer astrónomo en publicar un escrito sobre el regreso del cometa Halley en 1759.
Entre 1736 y 1743 fue profesor en San Petersburgo con Leonhard Euler. Fue nombrado miembro de la Academia de Ciencias de San Petersburgo.
Murió en Leipzig.

## Eponimia
- El cráter lunar Heinsius lleva este nombre en su memoria.